# Vittorio Giovanelli (autore televisivo)
Vittorio Giovanelli (Bovolone, 2 novembre 1929) è un autore televisivo, dirigente d'azienda e saggista italiano.

## Biografia
All'età di sei anni si trasferì con la famiglia a Verona e dopo gli studi iniziò a lavorare come imprenditore fondando con un amico la VIFRA -Impianti Elettrici
Entrò alla Rai nel 1955 come tecnico Televisivo e vi svolse parte della sua carriera.In seguito si riqualificò come organizzatore di produzione e in tale veste organizzò trasmissioni giornalistiche, sportive e di intrattenimento. Tra queste programmi giornalistici di Enzo Biagi, Corrado Staiano, e altri e diverse edizioni di Giochi senza frontiere.
Nel 1980 passò alla televisione privata, allora nascente, iniziando da Telealtomilanese quale Direttore delle produzioni realizzando, tra gli altri, programmi condotti da Enza Sampò, Iva Zanicchi, Luciano Salce e altri.
Nel 1982 andò a dirigere il centro di produzione di Rete 4 Mondadori, sempre come Direttore delle produzioni che furono condotte da Pippo Baudo, Enzo Tortora, Maurizio Costanzo e altri. Due anni dopo Silvio Berlusconi lo assunse e lo nominò direttore delle Risorse Artistiche delle reti televisive Fininvest, poi direttore dei programmi Originali e infine direttore di Rete 4 dal 1995 al 2002. In aggiunta ideò per le tre reti, trasmissioni di successo come Buona Domenica, La domenica del villaggio, Buon pomeriggio, Chi mi ha visto?, Il trucco c'è e [[[Simpaticissima]]
Scrisse anche alcuni saggi a fine carriera.

## Saggi
- Le tribù della tivù, Ugo Mursia Editore, 2003
- In guerra senza l'elmetto, Edizioni Clanto, 2009